# Демократическая Республика Мадагаскар
Демократическая Республика Мадагаскар (малаг. Repoblika Demokratika Malagasy; фр. République démocratique de Madagascar) — социалистическое государство, существовавшее в 1975—1992 годах на Мадагаскаре.
Через три года после переворота 30 декабря 1975 года страна была переименована. Правящей партией стал Авангард Малагасийской революции. Был заменён герб, установлен квазиоднопартийный режим (Национальный фронт защиты революции из 6 партий во главе с Авангардом Малагасийской революции). Президент страны Дидье Рацирака установил тесные отношения с СССР и Кубой.
В 1980-х годах на Мадагаскаре, как и в Советском Союзе, произошла перестройка. В 1990 году была восстановлена многопартийность, а в 1991 году была расстреляна антиправительственная демонстрация. В 1992 году новым президентом страны стал Альберт Зафи, и в стране начались процесс демократизации и рыночные реформы.

## История

### Вторая Республика
Новый режим встал на путь социалистической ориентации. Правительство приступило к решению задач по преодолению колониального наследия и последствий неоколониального правления с целью укрепления политической независимости и достижения экономической независимости. Приход к власти Дидье Рацираки сопровождался множеством радикальных экономических и политических шагов. 17 июня 1975 года были национализированы банки и страховые компании, а 30 июня крупнейшие торгово-промышленные, транспортные и нефтяные компании перешли под контроль государства. Тем временем готовился референдум, который должен был утвердить новую Конституцию и Хартию Малагасийской социалистической революции, которая является платформой для голосования Дидье Рацираки. Она была опубликована в августе 1975 года и в целом содержала анализ малагасийского общества, представляла собой долгосрочную программу работы по всем сферам деятельности государства направленных на укрепление национального суверенитета и экономической независимости. Хартия официально подтвердила социалистическую ориентацию Мадагаскара, определив программу осуществления прогрессивных социально-экономических преобразований.

### Период социалистической ориентации
На общенациональном референдуме 21 декабря 1975 года Дидье Рацирака был избран президентом на семилетний срок, подтвердив мандат на достижение консенсуса и провозгласивший начало Второй Республики Мадагаскара (Демократическая Республика Мадагаскар). Руководящим принципом администрации Рацираки была необходимость социалистической «революции сверху». В частности, он стремился радикально изменить малагасийское общество в соответствии с программами и принципами, включёнными в Хартию малагасийской социалистической революции, в народе именуемой «Красная книга» (малаг. Boky Mena). Согласно этому документу, основной целью было построение «нового общества», основанного на социалистических принципах и управляемого действиями «пяти столпов революции» Верховного революционного совета (ВРС): крестьян и рабочих, молодых интеллектуалов, женщин и народных вооружённых сил. Красная книга поясняет следующее:
Социалистическая революция — это единственный возможный выбор для нас, чтобы добиться быстрого экономического и культурного развития автономным, гуманным и гармоничным образом.
Красная книга выступала за новую внешнюю политику, основанную на принципе неприсоединения, децентрализации управления и стимулировании экономического развития за счёт тщательного планирования и общественного мнения. Главными составляющими программы Хартии, которые должны обеспечить её успех, являлись национальное единство, децентрализация и социализм. В более поздние периоды растущие экономические и политические трудности привели лидеров сначала к постепенному отходу от пути, изложенного в Хартии, а с 1986 года — к его отказу.
Несколько ранних политик, коллективно принятых Дидье Рациракой и другими членами ВРС, задали тон «революции сверху». Первым важным решением ВРС было взять под контроль правительства секторы экономики, принадлежащие Франции. Эту «экономическую деколонизацию» приветствовали националисты, которые долгое время требовали экономической и культурной независимости от Франции. Правительство также отменило военное положение, но сохранило жёсткую цензуру в прессе. Наконец, ВРС приказал закрыть станцию слежения за спутниками Земли, эксплуатируемую США, в рамках своей приверженности международным отношениям с неприсоединившимися странами.
На референдуме 21 декабря 1975 года документ был одобрен большинством голосов. Таким образом, Дадье Рацирака был избран президентом Демократической Республики Мадагаскар (так стала называться страна в соответствии с новой Конституцией).
Политическая консолидация происходила быстро после добавления десяти гражданских лиц к ВРС в январе 1976 года. Этот акт стал началом военно-гражданского партнёрства, поскольку совет стал более представительным для основных политических тенденций страны и этнических сообществ. Ядром образованного в декабре 1976 года Национального фронта защиты революции стала созданная в марте 1976 года партия «Авангард малагасийской революции» (малаг. Antokin'ny Revolisiona Malagasy, АРЕМА). АРЕМА создавалась как правительственная партия, и Д. Рацирака стал её генеральным секретарём. Партия была основана на свободной социальной платформе, её ячейки открывались по всей стране. Долгие годы она служила опорой и действенной силой проведения политики президента Дидье Рацираки.
В период социалистического руководства произошло сближение страны с СССР. Антизападный характер нового правительства выразился и в том, что Мадагаскар взял курс на использование в своей армии советской военной техники, а французские военные базы были выведены с острова.
В отличие от однопартийных государств, созданных другими африканскими марксистскими лидерами, АРЕМА была просто одним (хотя и самым влиятельным) членом коалиции из 6 партий, объединённых под эгидой Национального фронта защиты революции (фр. Front National pour la Défense de la Révolution, FNDR). Членство в FNDR, необходимое для участия в избирательном процессе, было обусловлено одобрением партией революционных принципов и программ, содержащихся в Красной книге.
Дидье Рацирака и АРЕМА явно доминировали в политической системе. Например, на парламентских выборах, состоявшихся в марте 1977, АРЕМА заняла 90 % из 73 000 оспариваемых мест в 11 400 собраниях. В июне 1977 года Арема выиграла 220 из 232 мест на выборах в 6 провинциальных общих собраний и 112 из 137 мест в Народном национальном собрании. Эта тенденция к консолидации была наиболее ярко продемонстрирована Расиракой, объявившим его кабинет в 1977 году, в котором члены АРЕМА занимали 16 из 18 министерских постов.
Однако менее чем через три года после прихода к власти режим Рацираки столкнулся с растущим разочарованием населения. Уже в сентябре 1977 года в Антананариву вспыхнули антиправительственные демонстрации из-за острой нехватки продуктов питания и товаров первой необходимости. Эта тенденция усилилась по мере того, как экономика ухудшалась под тяжестью непродуманной экономической политики, которая постепенно централизовала государственный контроль над ключевыми секторами экономики, включая банковское дело и сельское хозяйство. Дидье Рацирака демонстративно применил авторитарную тактику в ответ на растущую оппозицию, послав вооружённые силы для подавления инакомыслия и поддержания порядка во время студенческих беспорядков в мае 1978 года. В экономической сфере, однако, Рацирака принял реформы свободного рынка, которых потребовал Международный валютный фонд (МВФ), чтобы обеспечить приток иностранной помощи, жизненно важной для поддержания функционирования экономики. В то время как стремление Рацираки к авторитаризму обеспечило его врагов политическим пушечным мясом, его экономические реформы заставили их обвинить его в отказе от научного социализма и также отдалили его традиционную базу политических сторонников.
Результаты президентских выборов в рамках де-факто однопартийной системы, которая преобладала на всей территории Второй Республики, ясно продемонстрировали ухудшение политического состояния Рацираки. Широко распространённый первоначальный энтузиазм по поводу его социалистической революции сверху обеспечил ему почти 95 % голосов избирателей на президентских выборах 1975 года, но поддержка снизилась до 80 % в 1982 году и до 63 % в 1989 году.
1989 год стал особым поворотным моментом в истории. Падение Берлинской стены ознаменовало интеллектуальную смерть однопартийного правления в Восточной Европе и бывшем СССР и аналогичным образом изменило электоральную политику в Африке. В случае Мадагаскара всё более активно выступающие оппозиционные партии осуждали то, что они и международные наблюдатели считали массовым мошенничеством на президентских выборах 1989 года, включая отказ Дидье Рацираки обновить устаревшие списки для голосования, исключающие голосование молодёжи против Рацираки, и вбросы в урны на неконтролируемых сельских избирательных участках. Массовые демонстрации против инаугурации Рацираки привели к ожесточенным столкновениям в Антананариву, в результате которых, по официальным данным, 75 человек были убиты и ранены.
Недовольство населения режимом Рацираки усилилось 10 августа 1991 года, когда более 400 000 граждан мирно прошли маршем к Президентскому дворцу, чтобы свергнуть правительство Рацираки и создать новую многопартийную политическую систему. Рацирака уже столкнулся с экономикой, подорванной всеобщей забастовкой, начавшейся в мае, а также с разобщёнными и беспокойными вооружёнными силами, чью лояльность к нему больше нельзя было предполагать. Когда президентская гвардия открыла огонь по демонстрантам и убила и ранила сотни людей, произошёл кризис руководства.
Конечным результатом этих событий стало согласие Рацираки 31 октября 1991 года поддержать процесс демократического перехода, завершившийся разработкой новой Конституции и проведением свободных и справедливых многопартийных выборов. Центральный лидер оппозиционных сил и представитель этнической группы цимихети. Альберт Зафи сыграл решающую роль в этом переходном процессе и в конечном итоге стал первым президентом Третьей Республики Мадагаскара. Лидер Комитета живых сил (Комитет жизненных сил, известный как Силы живых), зонтичной оппозиционной группы, состоящей из 16 политических партий, возглавлявших демонстрации 1991 года, Зафи также стал главой того, что стало известно как Высшая государственная власть, переходное правительство, которое разделяло власть с режимом Рацираки во время процесса демократизации.

### Переход к Третьей республике
На общенациональном референдуме 19 августа 1992 года новый проект Конституции поддержали 75 % избирателей. Основанная на политическом плюрализме и демократии, она была призвана обеспечить равновесие между властью президента и Национальным собранием и ознаменовала переход к новому периоду в истории страны, к Третьей Республике, получившей официальное название Республика Мадагаскар. 25 ноября состоялся первый тур президентских выборов. Альберт Зафи набрал 46 % голосов избирателей в качестве кандидата от «Сил Вивес», а Рацирака, как лидер своего недавно созданного проправительственного фронта, Воинствующего движения за малагасийский социализм, набрал примерно 29 % голосов избирателей. Остальные голоса были распределены между множеством других кандидатов. Поскольку ни один из кандидатов не набрал большинства поданных голосов, 10 февраля 1993 года состоялся второй тур выборов между двумя лидерами. Альберт Зафи одержал победу, набрав почти 67 % голосов избирателей.
В экономическом плане правительство Альберта Зафи следовало рекомендациям МВФ и Всемирного банка (отрицание роли государства в экономике, первенство смешанной экономики с преобладанием частной инициативы, денежная реформа). Однако спад в экономике, который усугубили разрушительные циклоны, продолжался. Это не могло не повлиять на социально-политическую обстановку в стране. В связи с этим МВФ и Всемирный банк приостанавили кредитование программ структурной перестройки. Разочарование в политике Альберта Зафи привело к его импичменту из Национального собрания 26 июля 1996 года. На президентских выборах, состоявшихся 3 ноября 1996 года, Д. Рацирака победил А. Зафи с небольшим перевесом (51 % голосов против 49 %).
Во внутренней политике Дидье Рацирака предложил программу гуманистического и экологического развития в стране, проведя референдум 15 марта 1998 года, на котором была одобрена поправка к Конституции, которая полностью изменила Конституцию 1992 года с целью усиления президентской власти. Государство вместо унитарного стало федеративным, с шестью автономными провинциями.